# Смолевичі
Смолевичі (біл. Смалявічы) — місто в Мінській області Білорусі, центр Смолевицького района.